# Gbadolite
Gbadolite är en stad i Kongo-Kinshasa. Den ligger i provinsen Nord-Ubangi, i den norra delen av landet, 1 100 km nordost om huvudstaden Kinshasa. Antalet invånare är 198 839.
Gbadolite var förre presidenten Joseph Mobutus hemby. Under sina sista år som president i Zaire bodde han där.
Flygplatsen i Gbadolite var påkostad, men precis som allt annat i slutet av Zaires existens var underhållet dåligt.